# Hacıbektaş (stad)

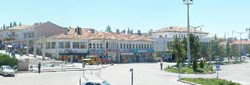
Panorama stad Hacibektas

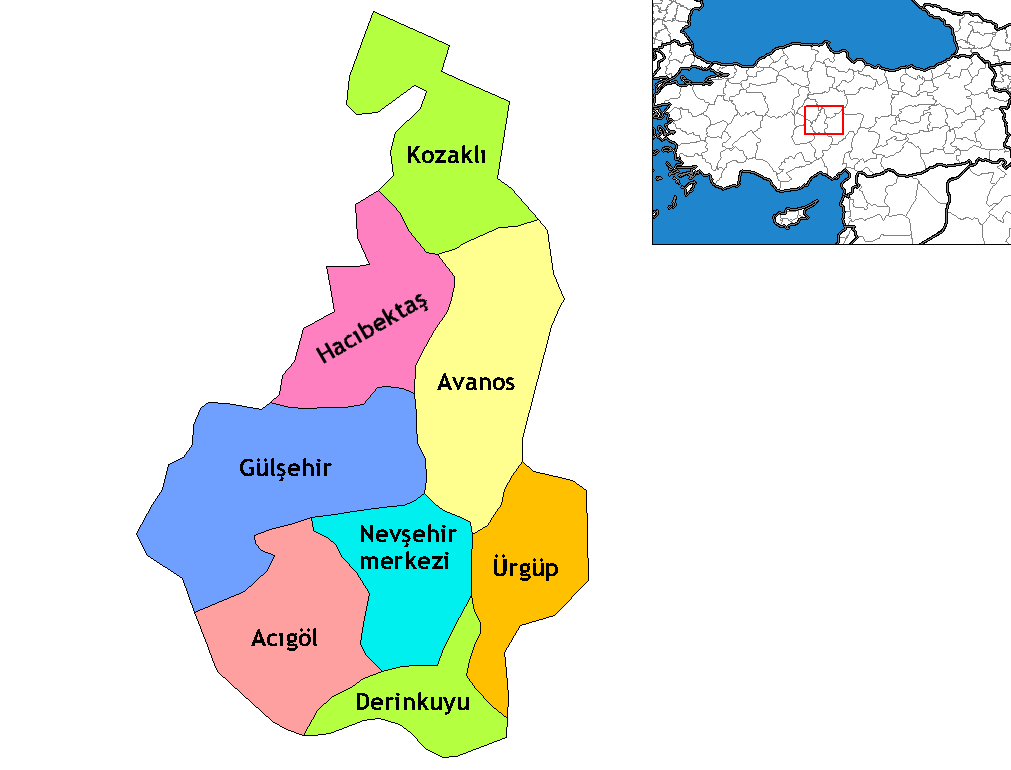
Locatie Hacibektas in Turkije

Hacıbektaş is een Turks stadje 68 kilometer ten noordwesten van Ürgüp en 45 kilometer ten noorden van Nevşehir. Het stadje is een religieus centrum en een soort bedevaartsoord voor alevieten die er het klooster en de graftombe van Hacı Bektaş Veli, de grondlegger en spiritueel leider van onder andere het alevitisme en Bektaşı derwisj orde willen bezoeken.
Hacı Bektaş Veli werd in de 13e eeuw geboren in Nishapur, Iran. Hij reisde tijdens zijn leven door heel Anatolië en woonde o.a. in Kayseri, Sivas en Kırşehir, voordat hij zich uiteindelijk in Hacıbektaş vestigde. Zijn leer wordt gekenmerkt door een religieus-humanistische kijk op mens en wereld.